# Máscara antirreconocimiento facial

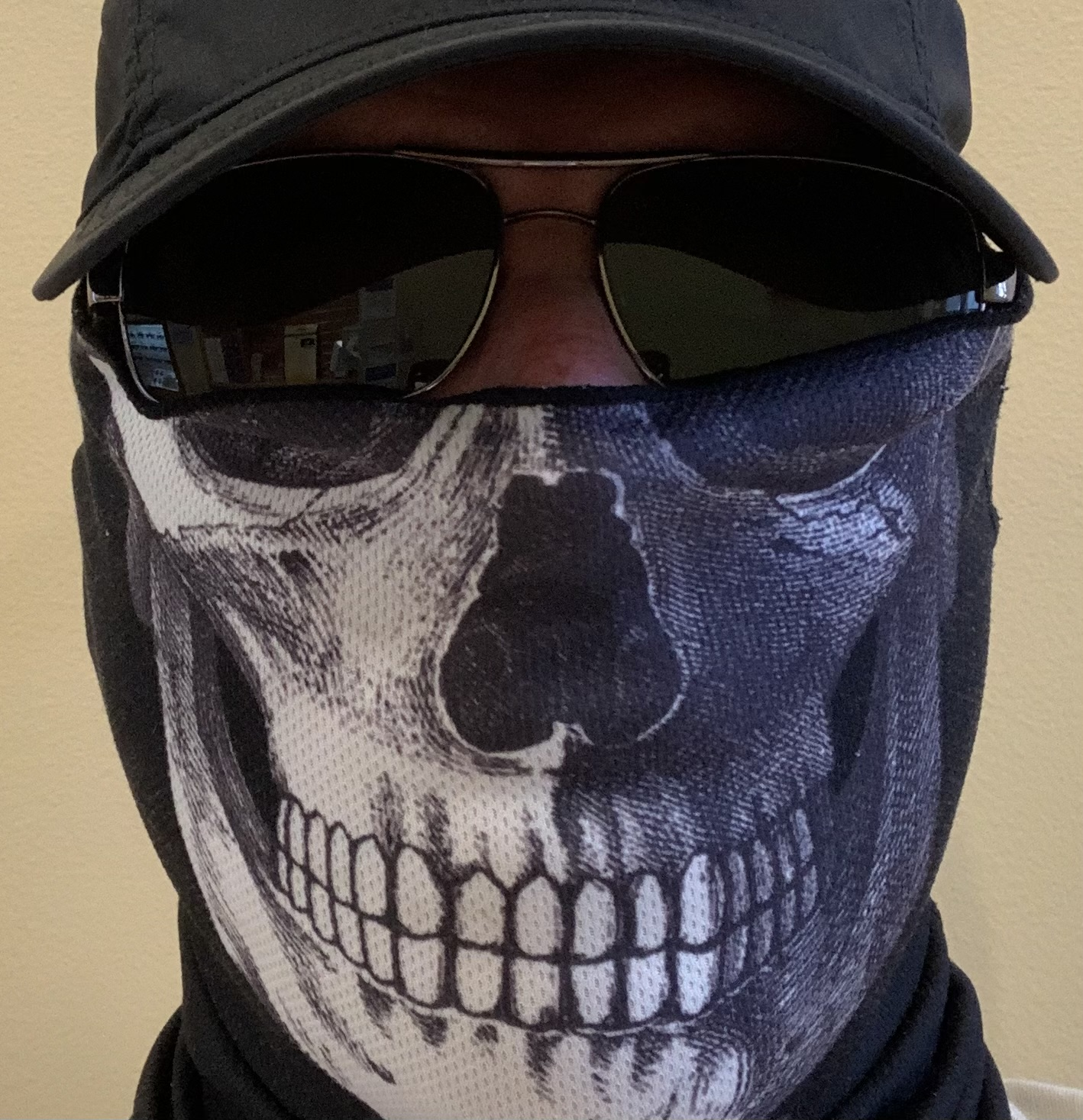
Persona con mascarilla, gafas y gorra.

Una máscara antirreconocimiento facial es una máscara que se puede usar para confundir el software de un sistema de reconocimiento facial. Este tipo de mascarilla está diseñada para frustrar la vigilancia de las personas confundiendo los datos biométricos. Hay muchos tipos diferentes de máscaras que se utilizan para engañar a la tecnología de reconocimiento facial.
Un método de baja tecnología es simplemente usar una máscara sobre la boca, junto con gafas de sol y un sombrero o gorra. Otro tipo de máscara antirreconocimiento facial implica el uso de una cubierta facial asimétrica. Otros diseños utilizan caras tridimensionales para cubrir la cara del usuario. Algunas máscaras son de alta tecnología; por ejemplo, los científicos de la Universidad de Fudan en China están intentando crear una máscara que proyecta puntos en la cara del usuario para confundir la tecnología.

## Antecedentes
Muchos gobiernos utilizan software de reconocimiento facial para rastrear e identificar personas mediante biometría. El software de reconocimiento facial es complejo y la tecnología utiliza CCTV para capturar imágenes. Muchos países utilizan una tecnología bidimensional para identificar a las personas. La tecnología funciona tomando una imagen del rostro de una persona y cotejándola con bases de datos. Normalmente, la tecnología mide la distancia entre los puntos de la cara de una persona. También existe el reconocimiento facial tridimensional mediante infrarrojos. Los desarrolladores del reconocimiento facial se han dado cuenta de que las orejas son tan únicas como los rostros, por lo que se está desarrollando tecnología para identificar a las personas por sus orejas.
Muchos gobiernos mantienen bases de datos de fotografías faciales de fotografías de tarjetas de identificación emitidas por el gobierno, fotografías de arrestos y vigilancia. China ha empleado un sistema de vigilancia masiva. Estados Unidos y el Reino Unido han empleado la tecnología para ayudar a la policía a realizar arrestos. Sídney y Delhi son dos de las ciudades que se encuentran entre las más vigiladas. Las empresas también extraen imágenes de rostros de sitios web como YouTube y Facebook y las venden a agencias gubernamentales. En 2020, la empresa Clearview AI vendió tres mil millones de fotografías extraídas de sitios web a la policía y otras agencias de aplicación de la ley.
En 2019, los manifestantes en Hong Kong intentaron ocultar sus rostros de las cámaras de CCTV utilizando máscaras. El uso de vigilancia de alta tecnología en países de todo el mundo para monitorear las protestas e identificar a los participantes ha llevado al uso de máscaras anti-reconocimiento facial para frustrar la vigilancia. El uso de la máscara puede proteger a los manifestantes de la tecnología de reconocimiento facial para que la policía no pueda rastrearlos ni intimidarlos.

## Diseño
Algunos diseñadores de máscaras han aprendido que un buen diseño para una máscara antirreconocimiento facial es hacer que la máscara sea asimétrica. Un problema con el uso de una máscara asimétrica es que puede llamar la atención por su apariencia extraña. CNN dijo: «Los disfraces resultantes parecen manchas amorfas y coloridas». La gente también ha utilizado «pintura facial anti-reconocimiento facial» para engañar a la tecnología. También se puede crear una mascarilla con menos tecnología, utilizando sólo una mascarilla y gafas.
Un artista londinense llamado Zach Blas crea máscaras utilizando datos de muchos rostros diferentes y su empresa ofrece una «suite de armamento facial». Otro artista, Leo Selvaggio, propuso que se podría distribuir una máscara con la cara de una sola persona y que engañaría al software haciéndole creer que una persona estaba en muchos lugares diferentes al mismo tiempo. Selvaggio comenzó a vender una máscara tridimensional de su propio rostro y el periódico The Guardian afirmó que «esta máscara puede convertir a Selvaggio en el hombre más buscado, aunque en última instancia acusado injustamente, del mundo». Llamó a su empresa «URME Surveillance», con URME siendo pronunciado de la misma manera que you are me, «tú eres yo».
En la Universidad de Fudan en China, los científicos están trabajando en una máscara que proyectaría puntos en la cara de una persona usando diodos emisores de luz (LED) infrarrojos que se fijan en el interior de la gorra de béisbol del usuario. El artista alemán Adam Harvey propuso «Hyperface», que engañaría al software de reconocimiento facial imprimiendo muchas caras en la ropa de una persona para confundir la tecnología. Su proyecto se conoce como Computer Vision Dazzle.
La diseñadora polaca Ewa Nowak creó un producto de joyería facial llamado «Incognito». Tres placas de latón se adhieren a la cara del usuario y están conectadas por un cable. Nowak dijo que el producto «[desvía] el software utilizado para rastrearlo». El maquillaje también se utiliza para engañar al software: este método de baja tecnología utiliza maquillaje asimétrico en patrones en la cara. El método se conoce como «maquillaje antivigilancia».